# 953
سنة 953 م كانت سنة بسيطة تبدأ يوم السبت (الرابط يظهر نموذج التقويم الكامل للسنة) من التقويم اليولياني.

## مواليد
- أبو الحسن كسائي شاعر إيراني
- أبو بكر الكرجي رياضياتي إيراني

## وفيات
- أبو العباس السياري.
- المنصور بالله الفاطمي.
- ماستالوس الأول من أمالفي.